# Dakhmāvīyeh
Dakhmāvīyeh (persiska: دخماویه, Daḩīmāvīyeh) är en ort i Iran.   Den ligger i provinsen Khuzestan, i den västra delen av landet, 600 km sydväst om huvudstaden Teheran. Dakhmāvīyeh ligger 11 meter över havet och antalet invånare är 186.
Terrängen runt Dakhmāvīyeh är mycket platt. Runt Dakhmāvīyeh är det ganska glesbefolkat, med 38 invånare per kvadratkilometer. Närmaste större samhälle är Sūsangerd, 10,3 km sydost om Dakhmāvīyeh. Omgivningarna runt Dakhmāvīyeh är i huvudsak ett öppet busklandskap.